# Uff
Uff fue una agrupación musical venezolana de pop latino, conformada por jóvenes músicos con un estilo similar al de otras agrupaciones como Menudo y Los Chamos, tratando de emular la imagen de boy bands como No Authority, Backstreet Boys y Hanson. La agrupación debutó en su país natal en 1998 en un programa de televisión llamado Súper sábado sensacional. Dos años después llegaron a México presentándose en el programa Tempranito de TV Azteca promocionando su álbum debut Ya lo ves, que se convirtió en disco de oro en tierras mexicanas, impulsado por la popularidad de la canción del mismo nombre.
En noviembre de 2003, y después de publicar tres álbumes de estudio, la agrupación realizó su última presentación en vivo en la ciudad de Monterrey (México), sin anunciar que está sería su despedida. Cada uno de sus integrantes adelantó diferentes proyectos, siendo Alexander Da Silva el más reconocido tras lograr una importante carrera como actor de cine, teatro y televisión.
José Luis Graterol regresó a la música como solista en junio de 2019 estrenando el sencillo UFF me encantas de su autoría.
En Colombia hubo una emisora radial infantil llamado Colorín ColorRadio en la frecuencia de Amplitud Modulada AM, durante ese tiempo los oyentes de mayoría niñas y chicas adolescentes llamaban para pedir canciones, jugar al caer en la nota con algunas de sus canciones y hacer Top 10 de la emisora que estuvo al aire hasta diciembre de 2006 y fue la única emisora que se escuchaban todas las canciones de los 3 álbumes de estudio fue catalogado como la emisora oficial y patrocinador de la agrupación.

## Miembros
Uff estaba conformado por:
- Alexander Da Silva (nacido el 2 de octubre de 1985 en Caracas, Venezuela)
- Fabio Melannitto (nacido el 3 de febrero de 1985 en Colletorto, Italia. Fue asesinado el 15 de agosto de 2018 a los 33 años de edad mientras paseaba en motocicleta con su novia, en la Ciudad de México)
- Rawy Mattar (nacido el 14 de agosto de 1984 en Caracas, Venezuela)
- Jean Rafael Ducournau (también conocido como Jean Ducournau o Jeanra Ducournau) (nacido el 9 de diciembre de 1984 en Caracas, Venezuela)
- José Luis Graterol (nacido el 27 de septiembre de 1985 en Caracas, Venezuela)
- Marcos Causa (nacido el 12 de septiembre de 1987 en Caracas, Venezuela)

## Discografía
- Ya lo ves (2000)
- Uff'oria latina (2001)
- A 10 centímetros (2003)